# Lillfjärden, Västerbotten
Lillfjärden är en sjö i Umeå kommun i Västerbotten och ingår i Dalkarlsån-Sävaråns kustområde.